# Сконтиране
Сконтирането е производно на сконтото (отстъпка, отбив от цената на стоката, платена при получаването вместо след уговорения срок).
Длъжникът може да сконтира менителницата - т.е. да продаде полицата на банка (номинала на менителницата, намален с т.нар. сконто). След сконтирането менителницата излиза от търговския оборот и вече може да се прехвърля само между банки. Банката държател може да прехвърли менителницата в полза на централната банка (ресконтиране):
{\displaystyle Discount={\frac {V.i.d}{360.100}}},
където {\displaystyle V} e стойността на полицата, {\displaystyle i} е лихвеният процент по краткосрочния заем, а {\displaystyle d} са дните от момента на сконтиране до падежа.
Пример: {\displaystyle {\frac {1000.0,1.30}{360.100}}.}
За да бъде една полица ресконтирана, тя трябва да отговаря на изисквания, определени от централната банка:
- полицата да е подписана от три платежоспособни лица;
- максималната ѝ валидност да е 90 дни;
- да има характер на търговска полица.[1]